# Nina Haver-Løseth
Nina With Haver-Løseth (Ålesund, 27 de febrero de 1989) es una deportista noruega que compitió en esquí alpino, especialista en la modalidad de eslalon.
Participó en dos Juegos Olímpicos de Invierno, en los años 2014 y 2018, obteniendo una medalla de bronce en Pyeongchang 2018, en la prueba de equipo mixto. En la Copa del Mundo consiguió dos victorias y ocho podios en total.

## Palmarés internacional
| Juegos Olímpicos | Juegos Olímpicos            | Juegos Olímpicos  | Juegos Olímpicos |
| Año              | Lugar                       | Medalla           | Prueba           |
| ---------------- | --------------------------- | ----------------- | ---------------- |
| 2018             | Pyeongchang (Corea del Sur) | Medalla de bronce | Equipo mixto     |